# Макдугал (Арканзас)
Макдугал (енгл. McDougal) град је у америчкој савезној држави Арканзас.

## Демографија
По попису из 2010. године број становника је 186, што је 9 (-4,6%) становника мање него 2000. године.
| Група             | 2000.       | 2010.       |
| Белци             | 193 (99,0%) | 175 (94,1%) |
| Афроамериканци    | 0 (0,0%)    | 1 (0,5%)    |
| Азијати           | 0 (0,0%)    | 0 (0,0%)    |
| Хиспаноамериканци | 0 (0,0%)    | 2 (1,1%)    |
| Укупно            | 195         | 186         |